# New York City Ballet

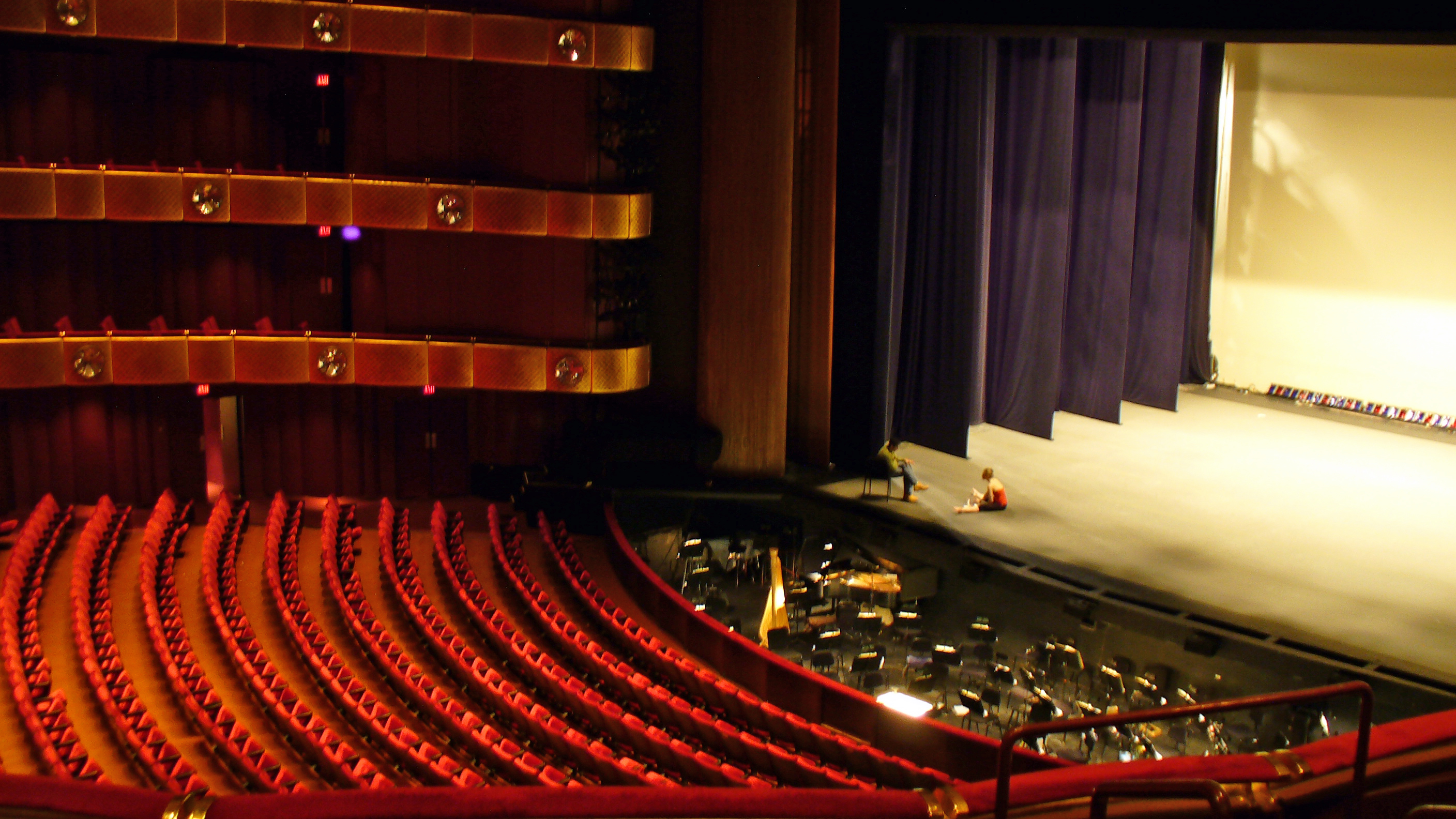
Het New York State Theatre

Het New York City Ballet (ook wel City Ballet of NYCB) is een balletgezelschap in New York, opgericht in 1948 door choreograaf George Balanchine als artistiek directeur en Lincoln Kirstein als administratief manager. Aanvankelijk was het bedrijf aangesloten bij New York City Opera, maar onafhankelijk werd het al één jaar na de oprichting, in 1949. Het NYCB werd al snel wereldberoemd om zijn technische dansers en repertoire met de nadruk van Balanchine. 
Het New York City Ballet heeft een aantal bekende werken, waaronder Balanchines The Firebird en verschillende andere balletten op de  muziek van Igor Stravinsky. Het ballet toerde over de hele wereld, en bezocht in 1962 de Sovjet-Unie. In 1964 verhuisde het bedrijf naar de huidige locatie, het New York State Theater in het Lincoln Center. Naast Balanchine heeft ook Jerome Robbins  bijgedragen als choreograaf aan de werken. Van 1983 tot 1989, is Peter Martins artistiek directeur geweest samen met Robbins. Het bedrijf heeft meer dan 90 dansers en een repertoire van meer dan 100 werken, voornamelijk door Balanchine en Robbins, maar ook wat van Martins.